# Pavel Frána
Pavel Frána (Plzeň, 17 luglio 1977) è un ex cestista ceco.

## Palmarès
- Campione d'Ungheria (2007)